# Sheldon Keefe
Sheldon Keefe (* 17. September 1980 in Brampton, Ontario) ist ein ehemaliger kanadischer Eishockeyspieler und derzeitiger -trainer. Der Flügelstürmer bestritt während seiner aktiven Karriere unter anderem 125 Spiele für die Tampa Bay Lightning in der National Hockey League (NHL). Von November 2019 bis Mai 2024 war er als Cheftrainer der Toronto Maple Leafs in der NHL tätig und ist in dieser Funktion seit Mai 2024 für die New Jersey Devils aktiv.

## Karriere

### Spielerkarriere
Im Jahr 1995 spielte Keefe bei den Toronto Nationals in der Greater Toronto Hockey League und kam über die Vereine Quinte Hawks, Bramalea Blues und Caledon Candians zu den Toronto St. Michael’s Majors in die Ontario Hockey League. In der Saison 1998/99 erzielte er für die St. Michael’s Majors und die Barrie Colts insgesamt 116 Scorerpunkte und wurde vor Jason Spezza und Brad Boyes als Rookies des Jahres mit dem Emms Family Award ausgezeichnet. Im NHL Entry Draft 1999 wurde Keefe in der zweiten Runde als 47. Spieler von den Tampa Bay Lightning aus der National Hockey League gezogen. In der Saison 1999/2000 stellte Keefe mit 121 Scorerpunkten in 66 Spielen einen neuen vereinsinternen Rekord für die Barrie Colts auf. In dieser Saison gewannen die Colts die OHL-Meisterschaft in Form des J. Ross Robertson Cups durch einen Sieg über die Plymouth Whalers. Nach dem Gewinn sorgte Keefe für Aufsehen, als er sich weigerte, Ligakommissar David Branch die Hand zu geben. Im Finale des Memorial Cup 2000 verloren die Barrie Colts gegen Océanic de Rimouski mit 2:6.
Am 18. Oktober 2000 gab Sheldon Keefe sein NHL-Debüt für die Tampa Bay Lightning, für die er in seiner ersten Saison im Spieljahr 2000/01 in 49 Spielen vier Punkte erzielte. Parallel dazu lief Keefe in der International Hockey League für die Detroit Vipers auf. In der folgenden Saison war er auch für die Springfield Falcons in der American Hockey League aktiv. Nach der NHL-Saison 2002/03 verließ Keefe nach 125 Spielen die Tampa Bay Lightning und wechselte zunächst zu den Phoenix Coyotes, für die er allerdings kein Spiel absolvierte. Stattdessen ging er kurz darauf zu den Hershey Bears, für die er in der Saison 2003/04 59 Spiele in der American Hockey League absolvierte. In der Spielzeit 2004/05 kam Keefe nochmal viermal für die Utah Grizzlies zum Einsatz.
Im September 2005 beendete Keefe nach nur fünf Profispielzeiten als Folge einer Knieverletzung seine Karriere als Spieler.

### Trainerkarriere

#### Pembroke Lumber Kings
Im Juli 2003 erwarb Sheldon Keefe das Junior-A-Franchise Pembroke Lumber Kings und wurde dort Assistenztrainer von Kevin Abrams. In der Saison 2005/06 belegten die Lumber Kings in der Central Junior Hockey League nach der regulären Spielzeit den ersten Platz, wurden jedoch in der zweiten Runde der Play-offs von den Nepean Raiders geschlagen.
Nachdem Kevin Abrams zum Ligakommissar befördert worden war, wurde Sheldon Keefe am 6. Juni 2006 Cheftrainer und General Manager der Lumber Kings. Bereits in seiner ersten Spielzeit als Cheftrainer erreichte Keefe mit 95 Punkten den ersten Platz in der Yzerman Division, in den Play-off-Spielen arbeitete man sich bis ins Finale durch, wo sich die Lumber Kings mit einem 4:1-Sieg gegen die Smiths Falls Bears die erste Ligameisterschaft seit 18 Jahren sicherten. Beim darauf folgenden Fred Page Cup setzten sich die von Keefe trainierten Lumber Kings gegen die St-Jérôme Panthers durch und wurden somit ostkanadischer Meister, beim Royal Bank Cup um die nationale Meisterschaft schieden die Lumber Kings im Halbfinale gegen die Aurora Tigers aus.
In den folgenden drei Jahren entwickelte Keefe die Lumber Kings kontinuierlich weiter, sodass weitere drei Meisterschaften in der Central Junior Hockey League folgten. In der CCHL-Saison 2010/11 errangen die Pembroke Lumber Kings die fünfte Meisterschaft in Folge, durch einen umkämpften 4:2-Sieg im Play-off-Finale gegen die Cornwall Colts, womit die Lumber Kings das erste Eishockeyteam in der Geschichte der CCHL waren, der eine fünfmalige Titelverteidigung gelang. Im Fred Page Cup siegte Keefes Team gegen Longueuil Collège Français und zog somit zum zweiten Mal in den Royal Bank Cup ein. Dort kämpften sich die Lumber Kings bis ins Finale durch und besiegten dort die Vernon Vipers mit 2:0, womit sich das Team zum ersten Mal in der Vereinsgeschichte die kanadische Landesmeisterschaft der Central Junior Hockey League sicherte.
Während der Saison 2011/12 gab Sheldon Keefe bekannt, zur nächsten Saison als Trainer zu den Sault Ste. Marie Greyhounds zu wechseln. Am 29. Mai 2013 teilte Keefe über Twitter mit, die Lumber Kings an den früheren Eishockeyspieler Dale McTavish verkauft zu haben. Am 4. Oktober 2013 wurde Keefe mit einem Banner im Pembroke Memorial Centre, der Spielstätte der Pembroke Lumber Kings, geehrt.

#### Sault Ste. Marie Greyhounds
Am 3. Dezember 2012 wurde Sheldon Keefe Cheftrainer bei den Sault Ste. Marie Greyhounds in der Ontario Hockey League. Das Team qualifizierte sich mit einem sechsten Platz in der Wester Conference für die Play-offs, dort scheiterte man jedoch bereits im ersten Spiel gegen Owen Sound Attack. In seiner ersten vollständigen Spielzeit, der Saison 2013/14, konnte sich Keefes Team locker für die Play-offs qualifizieren, in der zweiten Runde schieden die Greyhounds jedoch gegen die Erie Otters aus.
In der Saison 2014/15 schlossen die Greyhounds die reguläre Spielzeit mit 110 Punkten ab und gewannen somit die Hamilton Spectator Trophy als punktreichstes Team der OHL. Keefe wurde nach der Saison mit der Matt Leyden Trophy als bester Trainer der Ontario Hockey League und dem Brian Kilrea Coach of the Year Award als bester Trainer der Canadian Hockey League ausgezeichnet. In den Play-offs zogen die Greyhounds bis ins Conferencefinale ein, wo sie wiederum gegen die Erie Otters ausschieden.

#### Toronto Marlies und Maple Leafs
Am 8. Juni 2015 wurde Sheldon Keefe Trainer bei den Toronto Marlies, einem Farmteam der Toronto Maple Leafs aus der American Hockey League, der zweithöchsten nordamerikanischen Eishockeyliga. In der Saison 2017/18 errangen die Marlies die Macgregor Kilpatrick Trophy als punktreichstes Team der AHL. Danach drangen die Toronto Marlies bis ins Playoffs-Finale vor, wo Keefes Team nach einem umkämpften 4:3-Sieg gegen die Texas Stars den Calder Cup gewann.
Nach mehr als drei Jahren hinter der Bande der Marlies wurde Keefe im November 2019 innerhalb der Organisation zum Cheftrainer der Toronto Maple Leafs befördert und trat dabei die Nachfolge des entlassenen Mike Babcock an. Zu diesem Zeitpunkt wurde er damit nach Jeremy Colliton zum zweitjüngsten aller 31 NHL-Cheftrainer.
In der Folge leitete Keefe die Geschicke der Maple Leafs etwa viereinhalb Jahre, wobei er mit dem um Auston Matthews, Mitchell Marner, John Tavares und William Nylander hochkarätig besetzten Team nur einmal die zweite Runde der Playoffs erreichte; dem gegenüber viermal in der ersten Runde scheiterte. Nach der 3:4-Niederlage gegen die Boston Bruins in der ersten Runde der Playoffs 2024 wurde er im Mai 2024 entlassen.

### New Jersey Devils
Nur etwa zwei Wochen nach seiner Entlassung in Toronto wurde Keefe als neuer Cheftrainer der New Jersey Devils vorgestellt. Dort trat er die Nachfolge des interimsweise tätigen Travis Green an.

## Erfolge und Auszeichnungen
| - 1999 Teilnahme am CHL Top Prospects Game - 1999 Emms Family Award - 1999 OHL Third All-Star Team - 1999 OHL First All-Rookie Team - 2000 J.-Ross-Robertson-Cup-Gewinn mit den Barrie Colts - 2000 Eddie Powers Memorial Trophy - 2000 Jim Mahon Memorial Trophy - 2000 OHL Second All-Star Team | - 2000 Memorial Cup All-Star Team - 2000 CHL First All-Star Team - 2015 Matt Leyden Trophy (als Cheftrainer) - 2015 Brian Kilrea Coach of the Year Award (als Cheftrainer) - 2015 OHL First All-Star Team (als Cheftrainer) - 2018 Calder-Cup-Gewinn mit den Toronto Marlies (als Cheftrainer) |

## Karrierestatistik
(Legende zur Spielerstatistik: Sp oder GP = absolvierte Spiele; T oder G = erzielte Tore; V oder A = erzielte Assists; Pkt oder Pts = erzielte Scorerpunkte; SM oder PIM = erhaltene Strafminuten; +/− = Plus/Minus-Bilanz; PP = erzielte Überzahltore; SH = erzielte Unterzahltore; GW = erzielte Siegtore; 1 Play-downs/Relegation; Kursiv: Statistik nicht vollständig)

## Familie
Sein jüngerer Bruder Adam Keefe ist ebenfalls Eishockeytrainer.